# Sato Masami
Masami Sato (sinh ngày 26 tháng 8 năm 1981) là một cầu thủ bóng đá người Nhật Bản.

## Sự nghiệp câu lạc bộ
Masami Sato đã từng chơi cho Yokohama FC, Yokogawa Musashino và Thespa Kusatsu.